# 4 Heures du Castellet 2018
Navigation
Édition précédente Édition suivante
Les 4 Heures du Castellet 2018, disputées le 15 avril 2018 sur le circuit Paul-Ricard, sont la vingt-cinquième édition de cette course, la neuvième sur un format de quatre heures, et la première manche de l'European Le Mans Series 2018.

## Engagés
La liste officielle des engagés était composée de 45 voitures, dont 19 en LMP2, 18 en LMP3 et 8 en LM GTE.

## Essais libres

### Test Collectif - Pilote Bronze, le vendredi de 16 h 35 à 17 h 05
30 des 45 voitures engagées ont participé au test de bronze sous le soleil. Henrik Hedman, de l'écurie DragonSpeed, a été le plus rapide durant cette séance de 30 minutes en établissant un temps de 1 min 44 s 767. François Perrodo dans l'Oreca 07 du TDS Racing a terminé deuxième devant Roberto Lacorte qui termine troisième de la Dallara P217 du Cetilar Villorba Corse.
En LMP3, la Ligier JS P3 de l'écurie EuroInternational, aux mains de Kay Van Berlo, a terminé en tête de la catégorie. La catégorie LMGTE a quant à elle vu Gianluca Roda remporter le meilleur temps sur la Porsche n°88 du Proton Competition.
| Pos. | Classe | N° | Équipe                    | Temps                        | Tours |
| ---- | ------ | -- | ------------------------- | ---------------------------- | ----- |
| 1    | LMP2   | 21 | DragonSpeed               | 1 min 44 s 767 (au 4e tour)  | 16    |
| 2    | LMP2   | 33 | TDS Racing                | 1 min 45 s 294 (au 9e tour)  | 14    |
| 3    | LMP2   | 47 | Cetilar Villorba Corse    | 1 min 45 s 344 (au 14e tour) | 16    |
| 6    | LMP3   | 11 | EuroInternational         | 1 min 52 s 587 (au 15e tour) | 16    |
| 7    | LMP3   | 5  | NEFIS By Speed Factory    | 1 min 53 s 566 (au 11e tour) | 14    |
| 8    | LMP3   | 13 | Inter Europol Competition | 1 min 53 s 593 (au 8e tour)  | 9     |
| 22   | LMGTE  | 88 | Proton Competition        | 1 min 56 s 991 (au 7e tour)  | 15    |
| 23   | LMGTE  | 55 | Spirit of Race            | 1 min 57 s 110 (au 11e tour) | 15    |
| 24   | LMGTE  | 80 | Ebimotors                 | 1 min 57 s 218 (au 7e tour)  | 12    |

### Première séance, le vendredi de 11 h 15 à 12 h 45
C'est sous une pluie fine qu'a débuté la première séance d'essais libres de l’European Le Mans Series. Cette pluie s'est ensuite arrêtée pour laisser la piste s'assécher de tour en tour et Nicolas Lapierre, de l'écurie américaine DragonSpeed, a profité des dernières minutes de la séance pour établir la première référence du week-end en 1 min 48 s 580. L’Oreca 07 n°21 a ainsi reléguée, dans ses conditions de piste particulière, a plus de 2 secondes l’Oreca 07 n°33 pilotée par Matthieu Vaxivière de l'écurie TDS Racing. La première Ligier JS P217, de l'écurie United Autosports, se trouve en 5e position et la première Dallara P217, de l'écurie AVF, en 9e position a respectivement 3 et 3 s 6 du temps de référence. Les temps lents et inattendus de l'Oreca 07 n°31 de l'écurie APR - Rebellion Racing durant cette première séance d'essai libre ont été la cause d'une fuite d'essence dans le cockpit qui ne leur a pas permis de passer seulement 4 tours sur la piste, le temps de réparer le problème.
Les LMP3 se sont fait dominer par les LMGTE durant la séance. Dans cette catégorie les Norma M30 ont pris le pas sur les Ligier JS P3 et les écuries Ultimate et Oregon Team ont réalisé les meilleurs temps.
En LMGTE, l'écurie Proton Competition domine le sujet en prenant les 1re et 3e place. Le Gulf Racing, qui officie traditionnellement en Championnat du monde d'endurance FIA, a réussi à se placer en 2e position,.
| Pos. | Classe | N° | Équipe             | Temps                        | Tours |
| ---- | ------ | -- | ------------------ | ---------------------------- | ----- |
| 1    | LMP2   | 21 | DragonSpeed        | 1 min 48 s 580 (au 38e tour) | 39    |
| 2    | LMP2   | 33 | TDS Racing         | 1 min 50 s 598 (au 34e tour) | 37    |
| 3    | LMP2   | 39 | Graff Racing       | 1 min 50 s 738 (au 29e tour) | 32    |
| 21   | LMP3   | 17 | Ultimate           | 2 min 01 s 612 (au 34e tour) | 34    |
| 23   | LMP3   | 10 | Oregon Team        | 2 min 02 s 367 (au 29e tour) | 30    |
| 25   | LMP3   | 11 | EuroInternational  | 2 min 02 s 927 (au 37e tour) | 37    |
| 19   | LMGTE  | 88 | Proton Competition | 2 min 01 s 282 (au 32e tour) | 33    |
| 20   | LMGTE  | 86 | Gulf Racing        | 2 min 01 s 566 (au 26e tour) | 26    |
| 22   | LMGTE  | 77 | Proton Competition | 2 min 01 s 953 (au 24e tour) | 24    |

### Deuxième séance, le samedi de 09 h 15 à 10 h 45
C'est sous de bonnes conditions météorologiques que s'est déroulée la seconde séance d'essais libres de l’European Le Mans Series. Pour sa première participation à une épreuve de ce championnat dans la catégorie LMP2, l'écurie Duqueine Engineering, avec Nelson Panciatici au volant d'une Oreca 07, signe le meilleur temps absolu en fin de séance. L'Oreca 07 n°21 du DragonSpeed lui succède et Oreca 07 n°33 du TDS Racing est la dernière voiture à concéder moins d’une seconde de la référence. Il est à noter que les Oreca 07 dominent toujours le haut du classement à domicile puisqu’on en retrouve quatre aux quatre premières places et que les voitures équipées par des pneus Michelin occupent les deux premières places.
En LMP3, Les Ligier JS P3 sont en verve par rapport à la dernière séance et réalise le meilleur temps avec la n°15 du RLR MSport. Viennent ensuite les Ligier JS P3 n°3 d'United Autosports et n°11 EuroInternational.
En LMGTE, les Porsche 911 RSR ont continué leur domination face aux Ferrari 488 GTE,.
| Pos. | Classe | N° | Écurie               | Temps                        | Tours |
| ---- | ------ | -- | -------------------- | ---------------------------- | ----- |
| 1    | LMP2   | 29 | Duqueine Engineering | 1 min 41 s 215 (au 32e tour) | 40    |
| 2    | LMP2   | 21 | DragonSpeed          | 1 min 41 s 873 (au 3e tour)  | 32    |
| 3    | LMP2   | 33 | TDS Racing           | 1 min 42 s 181 (au 29e tour) | 43    |
| 19   | LMP3   | 15 | RLR MSport           | 1 min 52 s 290 (au 8e tour)  | 8     |
| 20   | LMP3   | 3  | United Autosports    | 1 min 52 s 618 (au 7e tour)  | 29    |
| 21   | LMP3   | 11 | EuroInternational    | 1 min 52 s 716 (au 11e tour) | 29    |
| 31   | LMGTE  | 88 | Proton Competition   | 1 min 54 s 253 (au 25e tour) | 36    |
| 34   | LMGTE  | 77 | Proton Competition   | 1 min 54 s 495 (au 22e tour) | 37    |
| 35   | LMGTE  | 86 | Gulf Racing          | 1 min 54 s 513 (au 9e tour)  | 31    |

## Qualifications
Dès les premières minutes, cette séance de qualification fut perturbée par un drapeau rouge à la suite d'un problème rencontré par la Ligier JS P217 n°22 qui était à l'arrêt dans la ligne droite du mistral. Avant cette neutralisation, trois pilotes avaient déjà effectué un tour. Paul-Loup Chatin était alors déjà en tête avec un temps de 1 min 41 s 523. Une fois le chronomètre relancé, les pilotes ont dû se remettre dans le rythme assez rapidement du fait que le tour du circuit du Castelet est assez long. Paul-Loup Chatin améliora alors son temps pour réaliser un chronomètre de 1 min 41 s 194, une très belle performance de l'écurie IDEC Sport qui avait reçu son Oreca 07 une semaine seulement avant la course. Deuxième temps en qualification, l'Oreca 07 n°33 du TDS Racing aux mains de Matthieu Vaxiviere, a permis à l'écurie de réalisé un temps de 1 min 41 s 638 et d'assurer ainsi qu'une écurie chaussée par des pneus Dunlop soit classée en première ligne. Ben Hanley et Norman Nato ont respectivement qualifié DragonSpeed et Racing Engineering sur la deuxième ligne de la grille. Cette séance a été dominée par les Oreca 07 car elles se sont qualifiées aux six premières places. La première Ligier JS P217 s'est effectivement qualifiée en septième position à plus d'une seconde du temps de référence.
La séance de qualification pour la catégorie LMP3 a quant à elle été extrêmement serrée avec des changements dans le classement jusqu’à la dernière minute. Les trois premiers pilotes se sont situés à un dixième près. David Droux a été le plus rapide et dans les derniers instants de la séance a réussi à faire gravir la Norma M30 n°19 du M.Racing - YMR à la première position. La Ligier JS P3 n°15 du RLR MSport qui était alors en deuxième position, a vu son meilleure temps annulé pour cause de violation des limites de piste. De ce fait, les Norma M30 n°17 de l'écurie Ultimate et la n°17 du DKR Engineering s’élanceront respectivement depuis la deuxième et troisième place.
Au premier rang depuis le début du week-end, Matteo Cairoli et la Porsche 911 RSR n°88 du Proton Competition ont confirmé leur niveau de performance en qualification en établissement la référence de la catégorie en 1 min 53 s 377. Toutes les autres autos sont reléguées à plus d’une seconde,,,.
| Pos. | Classe | N° | Écurie                    | Pilote                | Temps          | Tours |
| ---- | ------ | -- | ------------------------- | --------------------- | -------------- | ----- |
| 1    | LMP2   | 28 | IDEC Sport                | Paul-Loup Chatin      | 1 min 41 s 194 | 5     |
| 2    | LMP2   | 33 | TDS Racing                | Matthieu Vaxivière    | 1 min 41 s 638 | 5     |
| 3    | LMP2   | 21 | DragonSpeed               | Ben Hanley            | 1 min 41 s 904 | 5     |
| 4    | LMP2   | 24 | Racing Engineering        | Norman Nato           | 1 min 42 s 130 | 4     |
| 5    | LMP2   | 29 | Duqueine Engineering      | Nelson Panciatici     | 1 min 42 s 138 | 6     |
| 6    | LMP2   | 31 | APR - Rebellion Racing    | Harrison Newey        | 1 min 42 s 194 | 4     |
| 7    | LMP2   | 23 | Panis-Barthez Compétition | William Stevens       | 1 min 42 s 199 | 4     |
| 8    | LMP2   | 36 | Signatech Alpine Matmut   | André Negrão          | 1 min 42 s 230 | 5     |
| 9    | LMP2   | 35 | SMP Racing                | Egor Orudzhev         | 1 min 42 s 507 | 4     |
| 10   | LMP2   | 40 | G-Drive Racing            | Enzo Guibbert         | 1 min 42 s 582 | 5     |
| 11   | LMP2   | 30 | AVF By Adrián Vallés      | Henrique Chaves       | 1 min 42 s 660 | 5     |
| 12   | LMP2   | 26 | G-Drive Racing            | Alexandre Imperatori  | 1 min 42 s 850 | 5     |
| 13   | LMP2   | 39 | Graff                     | Tristan Gommendy      | 1 min 43 s 139 | 4     |
| 14   | LMP2   | 32 | United Autosports         | Hugo de Sadeleer      | 1 min 43 s 410 | 4     |
| 15   | LMP2   | 49 | High Class Racing         | Anders Fjordbach      | 1 min 43 s 717 | 2     |
| 16   | LMP2   | 47 | Cetilar Villorba Corse    | Andrea Belicchi       | 1 min 43 s 895 | 5     |
| 17   | LMP2   | 22 | United Autosports         | Bruno Senna           | 1 min 44 s 043 | 4     |
| 18   | LMP2   | 27 | IDEC Sport                | Patrice Lafargue      | 1 min 46 s 016 | 4     |
| 19   | LMP2   | 25 | Algarve Pro Racing        | Mark Patterson        | 1 min 47 s 194 | 3     |
| 20   | LMP3   | 19 | M.Racing - YMR            | David Droux           | 1 min 51 s 930 | 6     |
| 21   | LMP3   | 17 | Ultimate                  | Matthieu Lahaye       | 1 min 51 s 991 | 5     |
| 22   | LMP3   | 8  | DKR Engineering           | Alexander Toril       | 1 min 52 s 104 | 5     |
| 23   | LMP3   | 15 | RLR MSport                | Job van Uitert        | 1 min 52 s 108 | 4     |
| 24   | LMP3   | 2  | United Autosports         | Sean Rayhall          | 1 min 52 s 641 | 3     |
| 25   | LMP3   | 3  | United Autosports         | Matthew Bell          | 1 min 52 s 711 | 3     |
| 26   | LMP3   | 6  | 360 Racing                | Ross Kaiser           | 1 min 52 s 783 | 6     |
| 27   | LMP3   | 11 | EuroInternational         | Giorgio Mondini       | 1 min 53 s 009 | 5     |
| 28   | LMP3   | 18 | M.Racing - YMR            | Natan Bihel           | 1 min 53 s 070 | 5     |
| 29   | LMP3   | 5  | NEFIS By Speed Factory    | Aleksey Chuklin (en)  | 1 min 53 s 198 | 4     |
| 30   | LMGTE  | 88 | Proton Competition        | Matteo Cairoli        | 1 min 53 s 377 | 2     |
| 31   | LMP3   | 9  | AT Racing                 | Yann Clairay          | 1 min 53 s 383 | 4     |
| 32   | LMP3   | 13 | Inter Europol Competition | Jakub Śmiechowski     | 1 min 53 s 400 | 4     |
| 33   | LMP3   | 7  | Ecurie Ecosse/Nielsen     | Alex Kapadia          | 1 min 53 s 638 | 6     |
| 34   | LMP3   | 4  | Cool Racing               | Antonin Borga         | 1 min 53 s 872 | 4     |
| 35   | LMP3   | 12 | EuroInternational         | Max Hanratty          | 1 min 54 s 027 | 5     |
| 36   | LMP3   | 10 | Oregon Team               | Riccardo Ponzio       | 1 min 54 s 172 | 5     |
| 37   | LMGTE  | 66 | JMW Motorsport            | Miguel Molina         | 1 min 54 s 562 | 3     |
| 38   | LMP3   | 14 | Inter Europol Competition | Henning Enqvist       | 1 min 54 s 582 | 4     |
| 39   | LMGTE  | 77 | Proton Competition        | Dennis Olsen          | 1 min 54 s 830 | 5     |
| 40   | LMGTE  | 83 | Krohn Racing              | Andrea Bertolini      | 1 min 54 s 905 | 4     |
| 41   | LMGTE  | 55 | Spirit of Race            | Matthew Griffin       | 1 min 54 s 949 | 2     |
| 42   | LMP3   | 16 | BHK Motorsport            | Francesco Dracone     | 1 min 55 s 159 | 3     |
| 43   | LMGTE  | 80 | Ebimotors                 | Riccardo Pera         | 1 min 55 s 183 | 2     |
| 44   | LMGTE  | 54 | Spirit of Race            | Francesco Castellacci | 1 min 55 s 790 | 5     |
| 45   | LMGTE  | 86 | Gulf Racing UK            | Pas de temps          | Pas de temps   | 2     |

La Porsche 911 RSR n° 86 du Gulf Racing UK, originellement qualifiée en deuxième position dans la catégorie LMGTE, a eu ses temps annulés sur une décision des commissaires pour cause de diffuseur arrière non conforme.

## Course
Voici le classement provisoire au terme de la course.
- Les vainqueurs de chaque catégorie sont signalés par un fond jauni.
- Pour la colonne Pneus, il faut passer le curseur au-dessus du modèle pour connaître le manufacturier de pneumatiques.

| Pos                           | Classe | no | Écurie                     | Pilotes                                                          | Châssis                       | Pneus | Tours | Temps               |
| Pos                           | Classe | no | Écurie                     | Pilotes                                                          | Moteur                        | Pneus | Tours | Temps               |
| ----------------------------- | ------ | -- | -------------------------- | ---------------------------------------------------------------- | ----------------------------- | ----- | ----- | ------------------- |
| 1                             | LMP2   | 24 | Racing Engineering         | Norman Nato Olivier Pla Paul Petit                               | Oreca 07                      | D     | 129   | 4 h 00 min 23 s 793 |
| 1                             | LMP2   | 24 | Racing Engineering         | Norman Nato Olivier Pla Paul Petit                               | Gibson GK428 4.2 L V8         | D     | 129   | 4 h 00 min 23 s 793 |
| 2                             | LMP2   | 33 | TDS Racing                 | Matthieu Vaxiviere François Perrodo Loïc Duval                   | Oreca 07                      | D     | 129   | + 4 s 827           |
| 2                             | LMP2   | 33 | TDS Racing                 | Matthieu Vaxiviere François Perrodo Loïc Duval                   | Gibson GK428 4.2 L V8         | D     | 129   | + 4 s 827           |
| 3                             | LMP2   | 29 | Duqueine Engineering       | Pierre Ragues Nicolas Jamin Nelson Panciatici                    | Oreca 07                      | M     | 129   | + 7 s 875           |
| 3                             | LMP2   | 29 | Duqueine Engineering       | Pierre Ragues Nicolas Jamin Nelson Panciatici                    | Gibson GK428 4.2 L V8         | M     | 129   | + 7 s 875           |
| 4                             | LMP2   | 26 | G-Drive Racing             | Roman Rusinov Andrea Pizzitola Alexandre Imperatori              | Oreca 07                      | D     | 129   | + 11 s 415          |
| 4                             | LMP2   | 26 | G-Drive Racing             | Roman Rusinov Andrea Pizzitola Alexandre Imperatori              | Gibson GK428 4.2 L V8         | D     | 129   | + 11 s 415          |
| 5                             | LMP2   | 36 | Signatech Alpine Matmut    | André Negrão Pierre Thiriet                                      | Alpine A470                   | D     | 129   | + 29 s 577          |
| 5                             | LMP2   | 36 | Signatech Alpine Matmut    | André Negrão Pierre Thiriet                                      | Gibson GK428 4.2 L V8         | D     | 129   | + 29 s 577          |
| 6                             | LMP2   | 40 | G-Drive Racing             | James Allen Enzo Guibbert Jose Gutiérrez                         | Oreca 07                      | D     | 129   | + 1 min 44 s 387    |
| 6                             | LMP2   | 40 | G-Drive Racing             | James Allen Enzo Guibbert Jose Gutiérrez                         | Gibson GK428 4.2 L V8         | D     | 129   | + 1 min 44 s 387    |
| 7                             | LMP2   | 28 | IDEC Sport Racing          | Paul Lafargue Paul-Loup Chatin Memo Rojas                        | Oreca 07                      | M     | 128   | + 1 tour            |
| 7                             | LMP2   | 28 | IDEC Sport Racing          | Paul Lafargue Paul-Loup Chatin Memo Rojas                        | Gibson GK428 4.2 L V8         | M     | 128   | + 1 tour            |
| 8                             | LMP2   | 23 | Panis-Barthez Compétition  | Timothé Buret Julien Canal Will Stevens                          | Ligier JS P217                | M     | 128   | + 1 tour            |
| 8                             | LMP2   | 23 | Panis-Barthez Compétition  | Timothé Buret Julien Canal Will Stevens                          | Gibson GK428 4.2 L V8         | M     | 128   | + 1 tour            |
| 9                             | LMP2   | 32 | United Autosports          | Wayne Boyd Hugo de Sadeleer Will Owen                            | Ligier JS P217                | D     | 128   | + 1 tour            |
| 9                             | LMP2   | 32 | United Autosports          | Wayne Boyd Hugo de Sadeleer Will Owen                            | Gibson GK428 4.2 L V8         | D     | 128   | + 1 tour            |
| 10                            | LMP2   | 39 | Graff Racing               | Alexandre Cougnaud Jonathan Hirschi Tristan Gommendy             | Oreca 07                      | D     | 128   | + 1 tour            |
| 10                            | LMP2   | 39 | Graff Racing               | Alexandre Cougnaud Jonathan Hirschi Tristan Gommendy             | Gibson GK428 4.2 L V8         | D     | 128   | + 1 tour            |
| 11                            | LMP2   | 30 | AVF By Adrián Vallés       | Konstantin Tereshchenko Henrique Chaves                          | Dallara P217                  | D     | 128   | + 1 tour            |
| 11                            | LMP2   | 30 | AVF By Adrián Vallés       | Konstantin Tereshchenko Henrique Chaves                          | Gibson GK428 4.2 L V8         | D     | 128   | + 1 tour            |
| 12                            | LMP2   | 22 | United Autosports          | Philip Hanson Bruno Senna                                        | Ligier JS P217                | D     | 128   | + 1 tour            |
| 12                            | LMP2   | 22 | United Autosports          | Philip Hanson Bruno Senna                                        | Gibson GK428 4.2 L V8         | D     | 128   | + 1 tour            |
| 13                            | LMP2   | 49 | High Class Racing          | Dennis Andersen Anders Fjordbach                                 | Dallara P217                  | D     | 127   | + 2 tours           |
| 13                            | LMP2   | 49 | High Class Racing          | Dennis Andersen Anders Fjordbach                                 | Gibson GK428 4.2 L V8         | D     | 127   | + 2 tours           |
| 14                            | LMP2   | 47 | Cetilar Villorba Corse     | Roberto Lacorte Giorgio Sernagiotto Andrea Belicchi              | Dallara P217                  | D     | 127   | + 2 tours           |
| 14                            | LMP2   | 47 | Cetilar Villorba Corse     | Roberto Lacorte Giorgio Sernagiotto Andrea Belicchi              | Gibson GK428 4.2 L V8         | D     | 127   | + 2 tours           |
| 15                            | LMP2   | 31 | APR - Rebellion Racing     | Ryan Cullen Harrison Newey Gustavo Menezes                       | Oreca 07                      | D     | 127   | + 2 tours           |
| 15                            | LMP2   | 31 | APR - Rebellion Racing     | Ryan Cullen Harrison Newey Gustavo Menezes                       | Gibson GK428 4.2 L V8         | D     | 127   | + 2 tours           |
| 16                            | LMP3   | 15 | RLR Msport                 | John Farano Job van Uitert Rob Garofall                          | Ligier JS P3                  | M     | 119   | + 10 tours          |
| 16                            | LMP3   | 15 | RLR Msport                 | John Farano Job van Uitert Rob Garofall                          | Nissan VK50VE 5.0 L V8        | M     | 119   | + 10 tours          |
| 17                            | LMP3   | 19 | M.Racing - YMR             | Nicolas Ferrer David Droux Lucas Légeret                         | Norma M30                     | M     | 119   | + 10 tours          |
| 17                            | LMP3   | 19 | M.Racing - YMR             | Nicolas Ferrer David Droux Lucas Légeret                         | Nissan VK50VE 5.0 L V8        | M     | 119   | + 10 tours          |
| 18                            | LMP3   | 11 | EuroInternational          | Giorgio Mondini Kay Van Berlo                                    | Ligier JS P3                  | M     | 119   | + 10 tours          |
| 18                            | LMP3   | 11 | EuroInternational          | Giorgio Mondini Kay Van Berlo                                    | Nissan VK50VE 5.0 L V8        | M     | 119   | + 10 tours          |
| 19                            | LMP3   | 6  | 360 Racing                 | Terrence Woodward Ross Kaiser James Swift                        | Ligier JS P3                  | M     | 119   | + 10 tours          |
| 19                            | LMP3   | 6  | 360 Racing                 | Terrence Woodward Ross Kaiser James Swift                        | Nissan VK50VE 5.0 L V8        | M     | 119   | + 10 tours          |
| 20                            | LMP3   | 2  | United Autosports          | John Falb Sean Rayhall                                           | Ligier JS P3                  | M     | 119   | + 10 tours          |
| 20                            | LMP3   | 2  | United Autosports          | John Falb Sean Rayhall                                           | Nissan VK50VE 5.0 L V8        | M     | 119   | + 10 tours          |
| 21                            | LMP3   | 13 | Inter Europol Competition  | Jakub Śmiechowski Martin Hippe                                   | Ligier JS P3                  | M     | 118   | + 11 tours          |
| 21                            | LMP3   | 13 | Inter Europol Competition  | Jakub Śmiechowski Martin Hippe                                   | Nissan VK50VE 5.0 L V8        | M     | 118   | + 11 tours          |
| 22                            | LMP3   | 3  | United Autosports          | Tony Wells Garett Grist Matthew Bell                             | Ligier JS P3                  | M     | 118   | + 11 tours          |
| 22                            | LMP3   | 3  | United Autosports          | Tony Wells Garett Grist Matthew Bell                             | Nissan VK50VE 5.0 L V8        | M     | 118   | + 11 tours          |
| 23                            | LMP3   | 9  | AT Racing                  | Alexander Talkanitsa, Jr. Alexander Talkanitsa, Sr. Yann Clairay | Ligier JS P3                  | M     | 118   | + 11 tours          |
| 23                            | LMP3   | 9  | AT Racing                  | Alexander Talkanitsa, Jr. Alexander Talkanitsa, Sr. Yann Clairay | Nissan VK50VE 5.0 L V8        | M     | 118   | + 11 tours          |
| 24                            | LMP3   | 7  | Ecurie Ecosse              | Colin Noble Alex Kapadia Christian Stubbe Olsen                  | Ligier JS P3                  | M     | 118   | + 11 tours          |
| 24                            | LMP3   | 7  | Ecurie Ecosse              | Colin Noble Alex Kapadia Christian Stubbe Olsen                  | Nissan VK50VE 5.0 L V8        | M     | 118   | + 11 tours          |
| 25                            | LMP3   | 4  | Cool Racing by GPC         | Alexandre Coigny Iradj Alexander Antonin Borga                   | Ligier JS P3                  | M     | 118   | + 11 tours          |
| 25                            | LMP3   | 4  | Cool Racing by GPC         | Alexandre Coigny Iradj Alexander Antonin Borga                   | Nissan VK50VE 5.0 L V8        | M     | 118   | + 11 tours          |
| 26                            | LMGTE  | 66 | JMW Motorsport             | Liam Griffin (en) Alex MacDowall Miguel Molina                   | Ferrari 488 GTE               | D     | 118   | + 11 tours          |
| 26                            | LMGTE  | 66 | JMW Motorsport             | Liam Griffin (en) Alex MacDowall Miguel Molina                   | Ferrari F154CB 3.9 L V8 Turbo | D     | 118   | + 11 tours          |
| 27                            | LMGTE  | 88 | Proton Competition         | Giorgio Roda Gianluca Roda Matteo Cairoli                        | Porsche 911 RSR               | D     | 118   | + 11 tours          |
| 27                            | LMGTE  | 88 | Proton Competition         | Giorgio Roda Gianluca Roda Matteo Cairoli                        | Porsche 4.0 L Flat-6          | D     | 118   | + 11 tours          |
| 28                            | LMP3   | 10 | Oregon Team                | Clément Mateu Andrés Méndez (en) Riccardo Ponzio                 | Norma M30                     | M     | 117   | + 12 tours          |
| 28                            | LMP3   | 10 | Oregon Team                | Clément Mateu Andrés Méndez (en) Riccardo Ponzio                 | Nissan VK50VE 5.0 L V8        | M     | 117   | + 12 tours          |
| 29                            | LMGTE  | 80 | Ebimotors                  | Fabio Babini Riccardo Pera Raymond Narac                         | Porsche 911 RSR               | D     | 117   | + 12 tours          |
| 29                            | LMGTE  | 80 | Ebimotors                  | Fabio Babini Riccardo Pera Raymond Narac                         | Porsche 4.0 L Flat-6          | D     | 117   | + 12 tours          |
| 30                            | LMP3   | 14 | Inter Europol Competition  | Paul Scheuchner Luca Demarchi Henning Enqvist                    | Ligier JS P3                  | M     | 117   | + 12 tours          |
| 30                            | LMP3   | 14 | Inter Europol Competition  | Paul Scheuchner Luca Demarchi Henning Enqvist                    | Nissan VK50VE 5.0 L V8        | M     | 117   | + 12 tours          |
| 31                            | LMP3   | 18 | M.Racing - YMR             | Laurent Millara Natan Bihel                                      | Ligier JS P3                  | M     | 117   | + 12 tours          |
| 31                            | LMP3   | 18 | M.Racing - YMR             | Laurent Millara Natan Bihel                                      | Nissan VK50VE 5.0 L V8        | M     | 117   | + 12 tours          |
| 32                            | LMGTE  | 83 | Krohn Racing avec AF Corse | Tracy Krohn Niclas Jönsson Andrea Bertolini                      | Ferrari 488 GTE               | D     | 117   | + 12 tours          |
| 32                            | LMGTE  | 83 | Krohn Racing avec AF Corse | Tracy Krohn Niclas Jönsson Andrea Bertolini                      | Ferrari F154CB 3.9 L V8 Turbo | D     | 117   | + 12 tours          |
| 33                            | LMP3   | 12 | EuroInternational          | Andrea Dromedari Max Hanratty James Dayson                       | Ligier JS P3                  | M     | 116   | + 13 tours          |
| 33                            | LMP3   | 12 | EuroInternational          | Andrea Dromedari Max Hanratty James Dayson                       | Nissan VK50VE 5.0 L V8        | M     | 116   | + 13 tours          |
| 34                            | LMP3   | 16 | BHK Motorsport             | Francesco Dracone Jacopo Baratto                                 | Ligier JS P3                  | M     | 116   | + 13 tours          |
| 34                            | LMP3   | 16 | BHK Motorsport             | Francesco Dracone Jacopo Baratto                                 | Nissan VK50VE 5.0 L V8        | M     | 116   | + 13 tours          |
| 35                            | LMGTE  | 77 | Proton Competition         | Christian Ried Marvin Dienst (de) Dennis Olsen                   | Porsche 911 RSR               | D     | 116   | + 13 tours          |
| 35                            | LMGTE  | 77 | Proton Competition         | Christian Ried Marvin Dienst (de) Dennis Olsen                   | Porsche 4.0 L Flat-6          | D     | 116   | + 13 tours          |
| 36                            | LMP3   | 5  | NEFIS By Speed Factory     | Timur Boguslavskiy Aleksey Chuklin (en) Danil Pronenko           | Ligier JS P3                  | M     | 115   | + 14 tours          |
| 36                            | LMP3   | 5  | NEFIS By Speed Factory     | Timur Boguslavskiy Aleksey Chuklin (en) Danil Pronenko           | Nissan VK50VE 5.0 L V8        | M     | 115   | + 14 tours          |
| 37                            | LMP2   | 25 | Algarve Pro Racing         | Mark Patterson Ate De Jong Tacksung Kim                          | Ligier JS P217                | D     | 111   | + 18 tours          |
| 37                            | LMP2   | 25 | Algarve Pro Racing         | Mark Patterson Ate De Jong Tacksung Kim                          | Gibson GK428 4.2 L V8         | D     | 111   | + 18 tours          |
| 38                            | LMGTE  | 54 | Spirit of Race             | Thomas Flohr Francesco Castellacci                               | Ferrari 488 GTE               | D     | 107   | + 22 tours          |
| 38                            | LMGTE  | 54 | Spirit of Race             | Thomas Flohr Francesco Castellacci                               | Ferrari F154CB 3.9 L V8 Turbo | D     | 107   | + 22 tours          |
|                               | LMP2   | 35 | SMP Racing                 | Viktor Shaytar Egor Orudzhev Matevos Isaakyan                    | Dallara P217                  | D     | 121   | Abandon             |
| Gibson GK428 4.2 L V8         | LMP2   | 35 | SMP Racing                 | Viktor Shaytar Egor Orudzhev Matevos Isaakyan                    |                               | D     | 121   | Abandon             |
|                               | LMP3   | 17 | Ultimate                   | Jean-Baptiste Lahaye Matthieu Lahaye François Hériau             | Norma M30                     | M     | 83    | Abandon             |
| Nissan VK50VE 5.0 L V8        | LMP3   | 17 | Ultimate                   | Jean-Baptiste Lahaye Matthieu Lahaye François Hériau             |                               | M     | 83    | Abandon             |
|                               | LMP2   | 27 | IDEC Sport Racing          | Patrice Lafargue Erik Maris William Cavailhes                    | Ligier JS P217                | M     | 77    | Abandon             |
| Gibson GK428 4.2 L V8         | LMP2   | 27 | IDEC Sport Racing          | Patrice Lafargue Erik Maris William Cavailhes                    |                               | M     | 77    | Abandon             |
|                               | LMP2   | 21 | DragonSpeed                | Henrik Hedman Ben Hanley Nicolas Lapierre                        | Oreca 07                      | M     | 62    | Abandon             |
| Gibson GK428 4.2 L V8         | LMP2   | 21 | DragonSpeed                | Henrik Hedman Ben Hanley Nicolas Lapierre                        |                               | M     | 62    | Abandon             |
|                               | LMGTE  | 55 | Spirit of Race             | Duncan Cameron Matt Griffin Aaron Scott                          | Ferrari 488 GTE               | D     | 54    | Abandon             |
| Ferrari F154CB 3.9 L V8 Turbo | LMGTE  | 55 | Spirit of Race             | Duncan Cameron Matt Griffin Aaron Scott                          |                               | D     | 54    | Abandon             |
|                               | LMGTE  | 86 | Gulf Racing UK             | Michael Wainwright Alex Davison Ben Barker                       | Porsche 911 RSR               | D     | 45    | Abandon             |
| Porsche 4.0 L Flat-6          | LMGTE  | 86 | Gulf Racing UK             | Michael Wainwright Alex Davison Ben Barker                       |                               | D     | 45    | Abandon             |
|                               | LMP3   | 8  | DKR Engineering            | Alexander Toril Jean Glorieux Miguel Toril                       | Norma M30                     | M     | 11    | Abandon             |
| Nissan VK50VE 5.0 L V8        | LMP3   | 8  | DKR Engineering            | Alexander Toril Jean Glorieux Miguel Toril                       |                               | M     | 11    | Abandon             |

La Ligier JS P3 n° 11 du EuroInternational a reçu une pénalité de 30 secondes sur décision des commissaires pour cause de non-respect du temps de référence minimum des arrêts au stand.

## Pole position et record du tour
- Pole position : Paul-Loup Chatin sur n°28 IDEC Sport en 1 min 41 s 194
- Meilleur tour en course : Norman Nato sur n°24 Racing Engineering en 1 min 42 s 540 au 40e tour.

## Tours en tête
Tours en tête
- n°21 Oreca 07 - DragonSpeed : 39 (1-22 / 25-41)
- n°35 Dallara P217 - SMP Racing : 2 (23-23)
- n°24 Oreca 07 - Racing Engineering : 75 (42-45 / 47-87 / 97-110 / 114-129)
- n°36 Alpine A470 - Signatech Alpine Matmut : 13 (46 / 88-96 / 111-113)

## À noter
- Longueur du circuit : 5,791 km
- Distance parcourue par les vainqueurs : 654,4 km